# Zdrojki (Janowice)
Zdrojki – część wsi Janowice w Polsce, położona w województwie wielkopolskim, w powiecie konińskim, w gminie Sompolno.
W latach 1975–1998 Zdrojki należały administracyjnie do województwa konińskiego.